# Jaguaribe (Ceará)
Jaguaribe è un comune del Brasile nello Stato del Ceará, parte della mesoregione di Jaguaribe e della microregione di Médio Jaguaribe.